# Valkeniersbeding
Een Valkeniersbeding is een rechtsfiguur uit het Belgische relatievermogensrecht waarbij echtgenoten in hun huwelijksovereenkomst een regeling kunnen opnemen over de rechten die de langstlevende echtgenoot in de nalatenschap van de vooroverleden echtgenoot zal hebben, als minstens een van hen nakomelingen heeft uit een vorige relatie. Het Valkeniersbeding wordt geregeld in artikel 2.3.2 van het Burgerlijk Wetboek.

## Omschrijving
Het Valkeniersbeding is een beding dat moet toelaten om een evenwicht te vinden tussen de erfrechtelijke aanspraken van enerzijds de nakomelingen uit een vorige relatie en anderzijds de overlevende stiefouder.

### Voorwaarden
Het Burgerlijk Wetboek legt volgende voorwaarden op aan het Valkeniersbeding:
- het beding is enkel mogelijk tussen echtgenoten of aanstaande echtgenoten;
- het beding moet worden opgenomen in een nieuw huwelijkscontract of een akte die een bestaand huwelijkscontract wijzigt;
- het beding kan enkel worden opgenomen als op dat moment minstens een van de echtgenoten of aanstaande echtgenoten;
  - ofwel nakomelingen heeft die ofwel voortkomen uit een andere relatie van voor hun huwelijk;
  - ofwel nakomelingen heeft die geadopteerd werden voor hun huwelijk;
  - ofwel nakomelingen heeft die afstammelingen zijn van de geadopteerde;
- het beding moet worden opgesteld conform de regels van de erfovereenkomsten (art. 4.244 tot 4.253 BW).

Voldoet men aan deze voorwaarden, dan kunnen de echtgenoten of aanstaande echtgenoten de rechten die de ene heeft in de nalatenschap van de andere beperken of uitsluiten. Deze rechten hoeven niet wederkerig te zijn.

### Beperkingen
Het Valkeniersbeding draagt twee beperkingen met zich mee:
- het beding sluit niet uit dat echtgenoten schenkingen kunnen doen aan elkaar of elkaar kunnen opnemen in hun testament;
- men kan de langstlevende echtgenoot niet het recht ontnemen om tot zes maanden na het overlijden van de vooroverleden echtgenoot te blijven wonen in de voornaamste gezinswoning en gebruik te maken van het aldaar aanwezige huisraad.

## Geschiedenis
De invoering van het Valkeniersbeding gaat terug op een wetsvoorstel van VLD-politicus Jef Valkeniers uit 2001. De materie werd aanvankelijk geregeld door artikel 1388, tweede lid van het Oud Burgerlijk Wetboek. Bij de invoering van boek 2, titel 3 'Relatievermogensrecht' in het Burgerlijk Wetboek in 2022 werden deze regels hernomen in artikel 2.3.2 BW.